# Vanes Martirosyan
Vanes Martirosyan (ur. 1 maja 1986 w Abowian) – amerykański bokser pochodzenia ormiańskiego, dwukrotny pretendent do tytułu mistrza świata kategorii junior średniej.

## Kariera
Jako amator ośmiokrotnie był mistrzem kraju, wygrał też turniej o „Złote Rękawice”. W 2004 roku po pokonaniu Andre Berto zakwalifikował się do amerykańskiej kadry na igrzyska olimpijskie w Atenach. Z turnieju olimpijskiego odpadł w drugiej rundzie, przegrywając 11-20 z Kubańczykiem Lorenzo Arragonem Armenterosem.
Kontrakt zawodowy podpisał w 2005 roku w wieku 20 lat, związując się z prowadzoną przez Boba Aruma grupą Top Rank. Jego trenerem został Freddie Roach. Swoją pierwszą walkę w gronie profesjonalistów stoczył 8 kwietnia 2005 roku, zwyciężając na punkty Jessiego Otę.
Po trzydziestu dwóch kolejnych zawodowych zwycięstwach (między innymi nad byłym mistrzem świata Kassimem Oumą i Saulem Romanem) zmierzył się 10 listopada 2012 roku w eliminatorze do walki o mistrzowski pas federacji WBC z Erislandym Larą (17-1). Walka zakończyła się technicznym remisem po przypadkowym zderzeniu głowami pięściarzy w dziewiątej rundzie (86-85, 86-86, 84-87).
Swoją pierwszą szansę walki o mistrzowski pas dostał 9 listopada 2013 roku, mierząc się o wakujący tytuł WBO z Demetriusem Andrade (19-0). Pojedynek był bardzo wyrównany, ale sędziowie ostatecznie opowiedzieli się za jego oponentem (113-114, 110-117, 115-112).
28 marca 2015 roku w Las Vegas przegrał jednogłośnie na punkty z Jermellem Charlo (25-0). Sędziowie punktowali 93-97, 94-96, 94-96 na korzyść jego oponenta.
12 września 2015 roku ponownie w Las Vegas zmierzył się z byłym mistrzem świata Ishe Smithem (27-7), wygrywając na punkty dwa do remisu (97-91, 97-91, 95-95).
25 maja 2016 roku po raz drugi dostał szansę walki o mistrzowski pas w wadze junior średniej, mierząc się o tytuł WBA w rewanżowym pojedynku z Kubańczykiem Erislandy Larą (22-2-2, 13 KO). Przegrał tę walkę jednogłośnie na punkty (111-116, 111-116, 112-115).
5 maja 2018 roku w kalifornijskim StubHub Centre zmierzył się o mistrzowskie pasy WBC, WBA, IBF oraz IBO z Giennadijem Gołowkinem (37-0-1, 33 KO). Przegrał tę walkę przez nokaut w drugiej rundzie.